# Вулиця Миколи Андріяшева (Прилуки)
Ву́лиця Мико́ли Андрія́шева — вулиця міста Прилуки. Проходить за заводом «Пластмас» уздовж залізничної лінії на Бахмач. Протяжність становить 400 метрів. Житлові будинки розташовані виключно з непарної сторони.

## Назва
До 2015 року мала назву вулиця Щербакова.
Сучасна назва — на честь уродженця Прилук, лікаря Миколи Андріяшева.

## Розташування
Починається від вулиці Партизанської, закінчується перетином з вулицями Андріївською і Дмитра Шкоропада. Має перетин з провулком Миколи Андріяшева.

## Будівлі, споруди, місця
Забудована приватними житловими будинками. Закінчується будинком № 47.

## Транспорт
Автобусного руху не має. Найближча зупинка — «завод Пластмас».